# Čamovce
Čamovce, ungarisch Csoma (bis 1948 slowakisch „Čoma“; ungarisch auch Csomatelke) ist eine Gemeinde im Süden der Slowakei mit 569 Einwohnern (Stand 31. Dezember 2024). Sie gehört zum Okres Lučenec, einem Kreis des Banskobystrický kraj, und ist zugleich Teil der traditionellen Landschaft Gemer.

## Geografie
Die Gemeinde befindet sich im Nordteil des Berglands Cerová vrchovina, am Bach Čamovský potok im Einzugsgebiet der Suchá und somit des Ipeľ. Das Ortszentrum liegt auf einer Höhe von 215 m n.m. und ist sechseinhalb Kilometer von Fiľakovo sowie 22 Kilometer von Lučenec entfernt.
Nachbargemeinden sind Šíd im Norden, Blhovce im Nordosten, Šurice im Osten, Radzovce im Süden und Belina im Westen.

## Geschichte

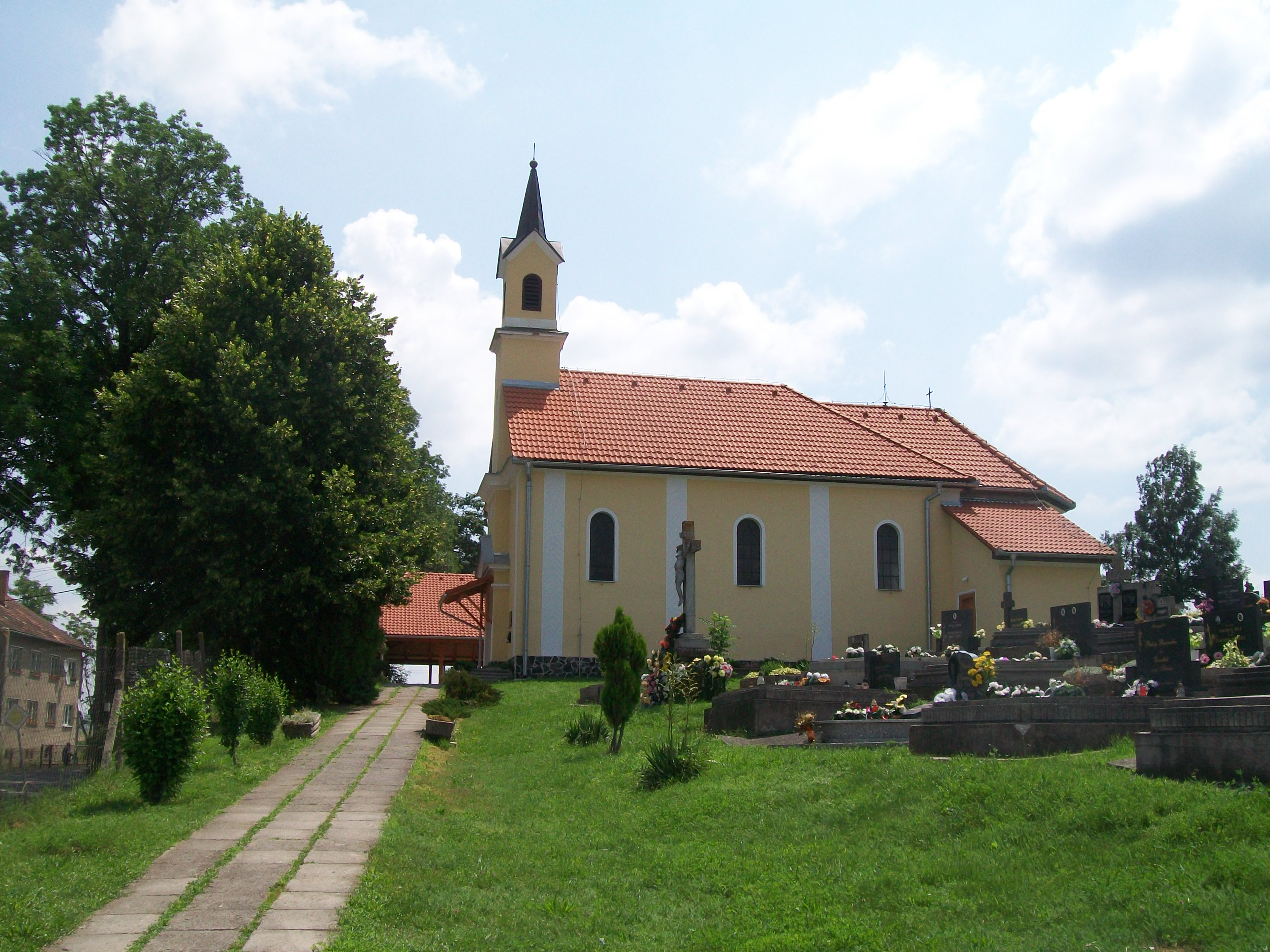
Kirche Hl. Schutzengel im Ort

Čamovce wurde zum ersten Mal 1240 als Chama schriftlich erwähnt und lag in der Herrschaft der Burg Hajnáčka sowie war Besitz von Familien wie Feledi und Lórantfy, im 18. Jahrhundert Vecsény und Vay. Während der türkischen Besetzung des Gebiets mussten die Einwohner Holz und Hufeisen an die Türken liefern, viele flüchteten vom Ort weg. 1683 wurde das Dorf von den Türken in Brand gesetzt. 1828 zählte man 39 Häuser und 433 Einwohner, die als Landwirte und Arbeiter im nahen Basaltbruch nahe dem Berg Belínsky vrch beschäftigt waren.
Bis 1918/1919 gehörte der im Komitat Gemer und Kleinhont liegende Ort zum Königreich Ungarn und kam danach zur Tschechoslowakei beziehungsweise heute Slowakei. Auf Grund des Ersten Wiener Schiedsspruchs lag er von 1938 bis 1944 noch einmal in Ungarn.

## Bevölkerung
| Jahr                | 1994 | 2004    | 2014     | 2024    |
| ------------------- | ---- | ------- | -------- | ------- |
| Anzahl der Personen | 520  | 518     | 610      | 569     |
| Unterschied         |      | −0,38 % | +17,76 % | −6,72 % |

| Jahr                | 2023 | 2024    |
| ------------------- | ---- | ------- |
| Anzahl der Personen | 568  | 569     |
| Unterschied         |      | +0,17 % |

Gemäß der Volkszählung 2011 wohnten in Čamovce 577 Einwohner, davon 345 Magyaren, 146 Roma und 74 Slowaken. 12 Einwohner machten keine Angabe zur Ethnie.
558 Einwohner bekannten sich zur römisch-katholischen Kirche sowie jeweils ein Einwohner zur Evangelischen Kirche A. B. und zur reformierten Kirche. Vier Einwohner waren konfessionslos und bei 13 Einwohnern wurde die Konfession nicht ermittelt.

## Bauwerke und Denkmäler
- römisch-katholische Kirche Hl. Schutzengel im klassizistischen Stil aus dem Jahr 1846[6]
- Landschloss im klassizistischen Stil aus der ersten Hälfte des 19. Jahrhunderts[7]

## Verkehr
Durch Čamovce führt die Straße 2. Ordnung 571 zwischen Fiľakovo und Jesenské sowie die Bahnstrecke Bánréve–Fiľakovo, mit einer Haltestelle im Ort.